# Kate Adie
Kathryn Adie OBE (Northumberland, Reino Unido em 19 de Setembro de 1945), é uma jornalista, escritora e correspondente de guerra britânica. Seu papel mais destacado foi a de correspondente-chefe dos jornalistas da BBC News, durante o qual ela se tornou conhecida por reportagens de zonas de guerra ao redor do mundo. Atualmente, ela apresenta From Our Own Correspondent na BBC rádio 4.

## Obras
- The Kindness of Strangers, autobiografia publicada pela Headline, ISBN 0-7553-1073-X
- Corsets to Camouflage: Women and War, publicada pela Coronet, ISBN 0-340-82060-8
- Nobody's Child, publicada pela Hodder & Stoughton Ltd, ISBN 0-340-83800-0
- Into Danger, publicada pela Hodder & Stoughton Ltd, ISBN 0340-93321-6  (Set. 2008)